# Robe de cour

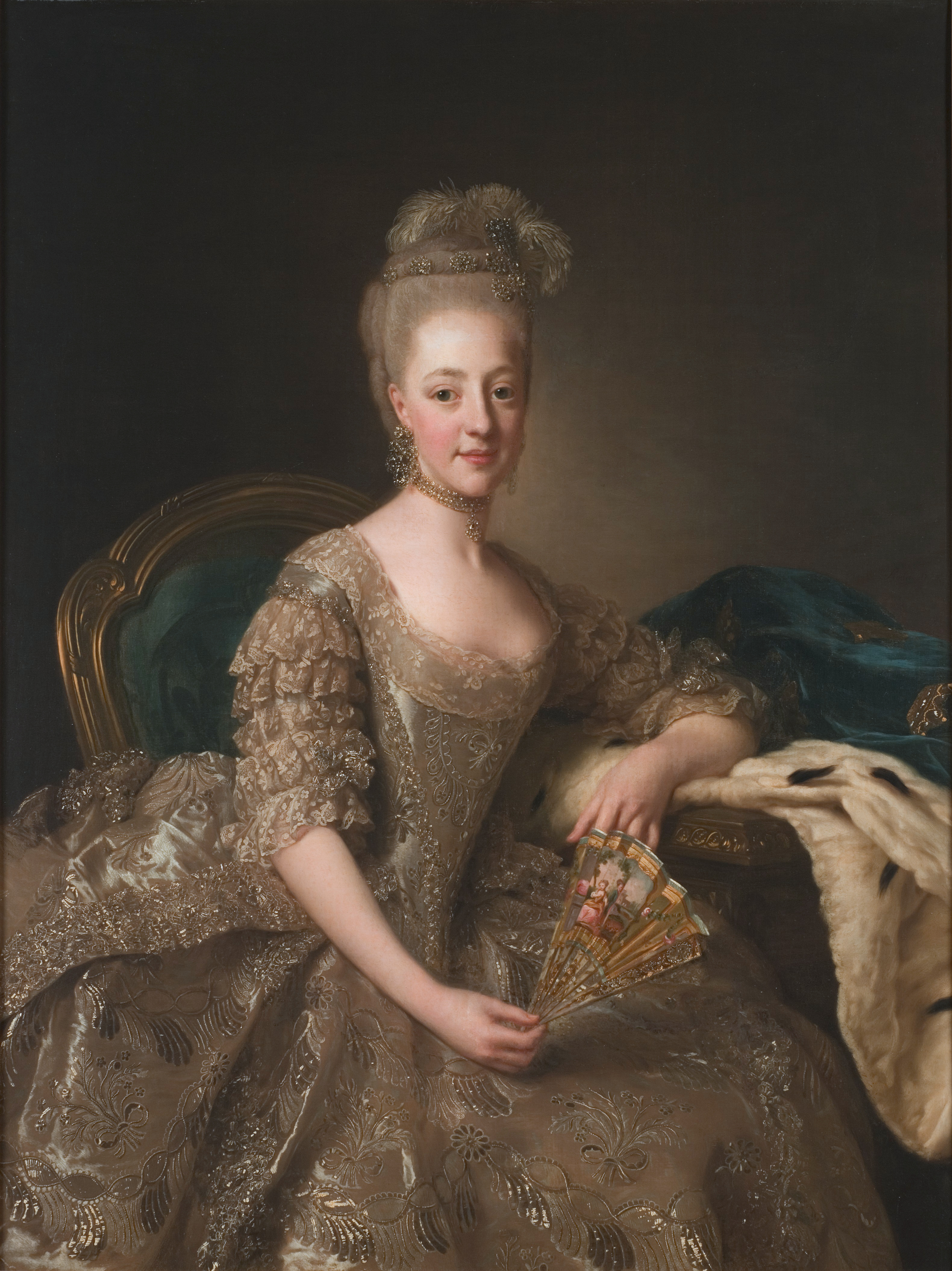
Hedvig Elisabeth Charlotta av Holstein-Gottorp bär en typisk formell robe de cour med bara axlar och de för modellen så karaktäristiska ärmarna.

Robe de cour, även kallad robe de corpse, grand habit och grand habit de cour, var en  hovdräkt typisk för rokokon. Den är känd som den mest formella klänningsmodell som fanns under 1700-talet. 

## Historik
Robe de cour var en fortsättning på den klänningsmodell som användes av kvinnor under tiden 1650–1680, innan mantuaklänningen blev modern. Mantuaklänningen, som bars med snörliv under, ersatte cirka 1680 den förra klänningsmodellen överallt utom vid det franska hovet, där den gamla modellen bevarades som hovdräkt. Eftersom det franska hovet var en modeförebild för resten av Europa, fortsatte man bära den gamla modellen vid hoven överallt i Europa, och den blev därför känd som just robe de cour, eller hovklänning. 
Det var den mest formella av alla klänningsmodeller i Europa, och även om den fortsatt bars ända fram till 1790-talet, bars den nästan bara som högtidsdräkt vid hoven eller till de absolut mest högtidliga tillfällena som bröllop. Den förekom regelmässigt på formella porträtt av kungliga kvinnor under 1700-talet. 

## Utseende
En robe de cour var en klänning med figurnära, styvt och benat liv med snörlivsfunktion, som snördes på baksidan, till skillnad från den annars vanliga robe à la française, som fästes på framsidan. Till skillnad från alla andra klänningsmodeller under 1700-talet, som hade en fyrkantig urringning som täckte över axlarna, eftersom snörlivet som bars under klänningen hade axelband, så visade robe de cour axlarna blottade i en vid oval ringning, eftersom snörlivet var insytt i klänningslivet. 
Ursprungligen hade klänningen varit ärmlös och bara visat särkens vida, veckade armbågslånga ärmar, uppdelade i puffar med hjälp av band: under 1700-talet blev dessa ärmar dock fastsydda eller löstagbara i själva klänningen. Ärmarna var karaktäristiska för robe de cour och bestod av rader med små spetsvolanger eller rysch som räckte ned till armbågen. 
Dess kjol var vanligen rynkad och sluten, och bars från 1715 över en styvkjol. Det förekom dock också att kjolen bars slät över styvkjolen. Ett släp kunde bäras över kjolen. 
Till det yttre kunde mantuan och robe de cour förväxlas på grund av dess visuella likhet: båda modeller hade urringat figurnära liv med armbågslånga ärmar och sluten kjol buren över en styvkjol, och skilde sig från Robe à la française genom att båda sakna watteauveck på ryggen och ha ett slutet liv och kjol. Skillnaden var att en robe de cour hade ett benat liv med snörliv insydd i livet, medan mantuan bars (nålades fast) ovanpå ett separat snörliv; att robe de cour visade axlarna medan mantuan täckte över dem; och att robe de cour hade ärmar som bestod av rader med rysch medan mantuan hade trattformade ärmar med spetsvolang. 
Robe de cour var en mycket konservativ klänningsmodell som såg nästan exakt likadan ut under hela seklet med undantag för storleken på styvkjolen under den. Den försvann först med empirmodet på 1790-talet, då kontrasten mellan den och det nya modet blivit alltför stor; vid det brittiska hovet fortsatte dock drottningen, Charlotte av Mecklenburg-Strelitz, att kräva den av alla kvinnor som presenterades vid hovet fram till hennes död 1818. 

## Galleri

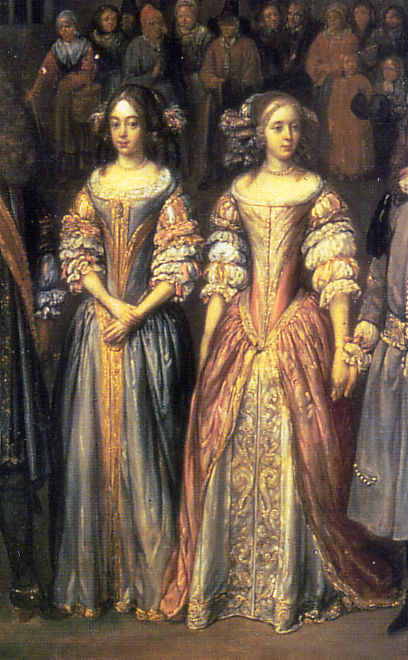
Förlagan till Robe de cour, 1670
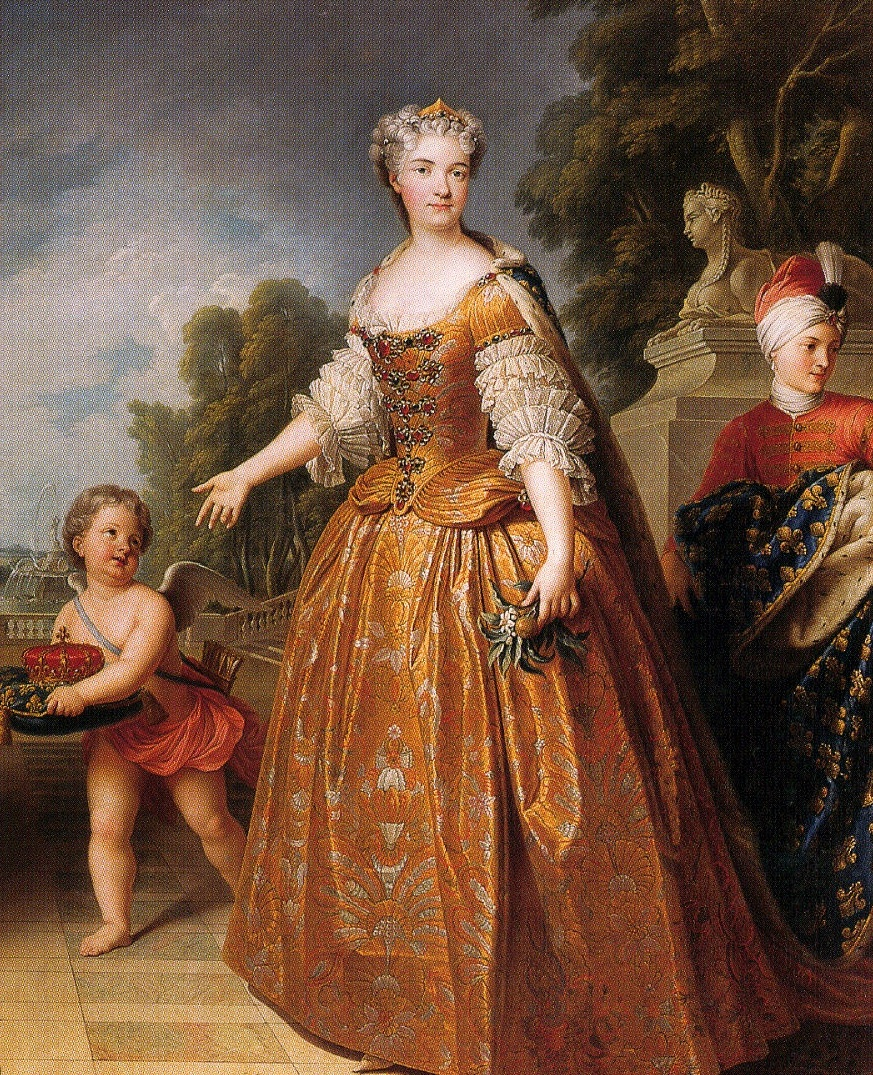
Maria Leszczynska, 1726.
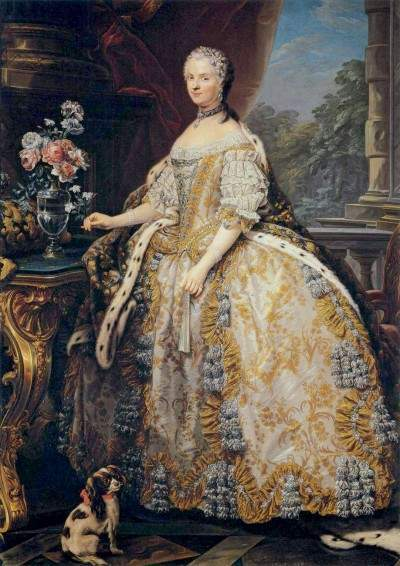
Maria Lescynska, 1747.
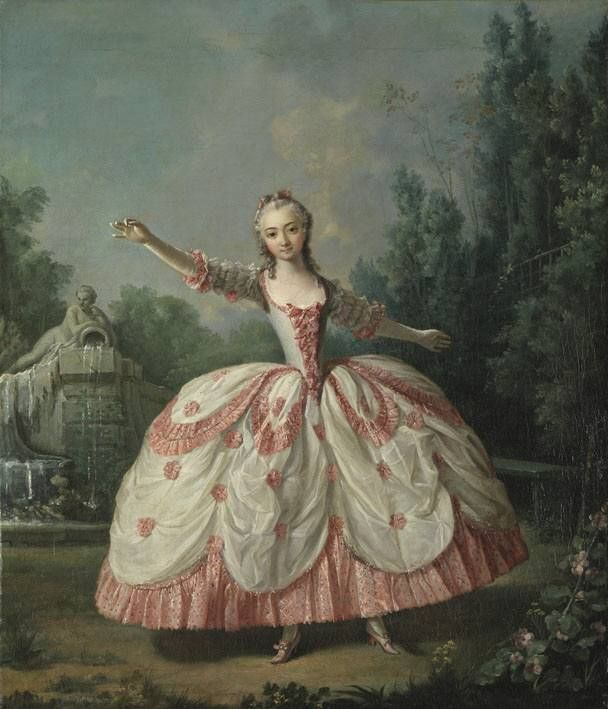
Ballerinan Marianne Cochois.
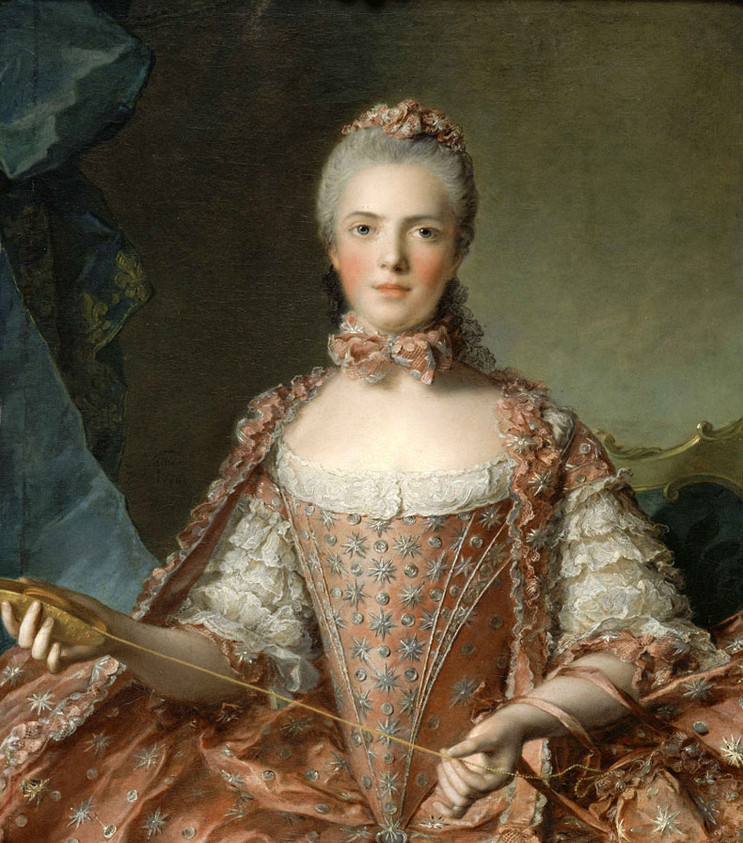
Madame Adélaïde de France, 1756.
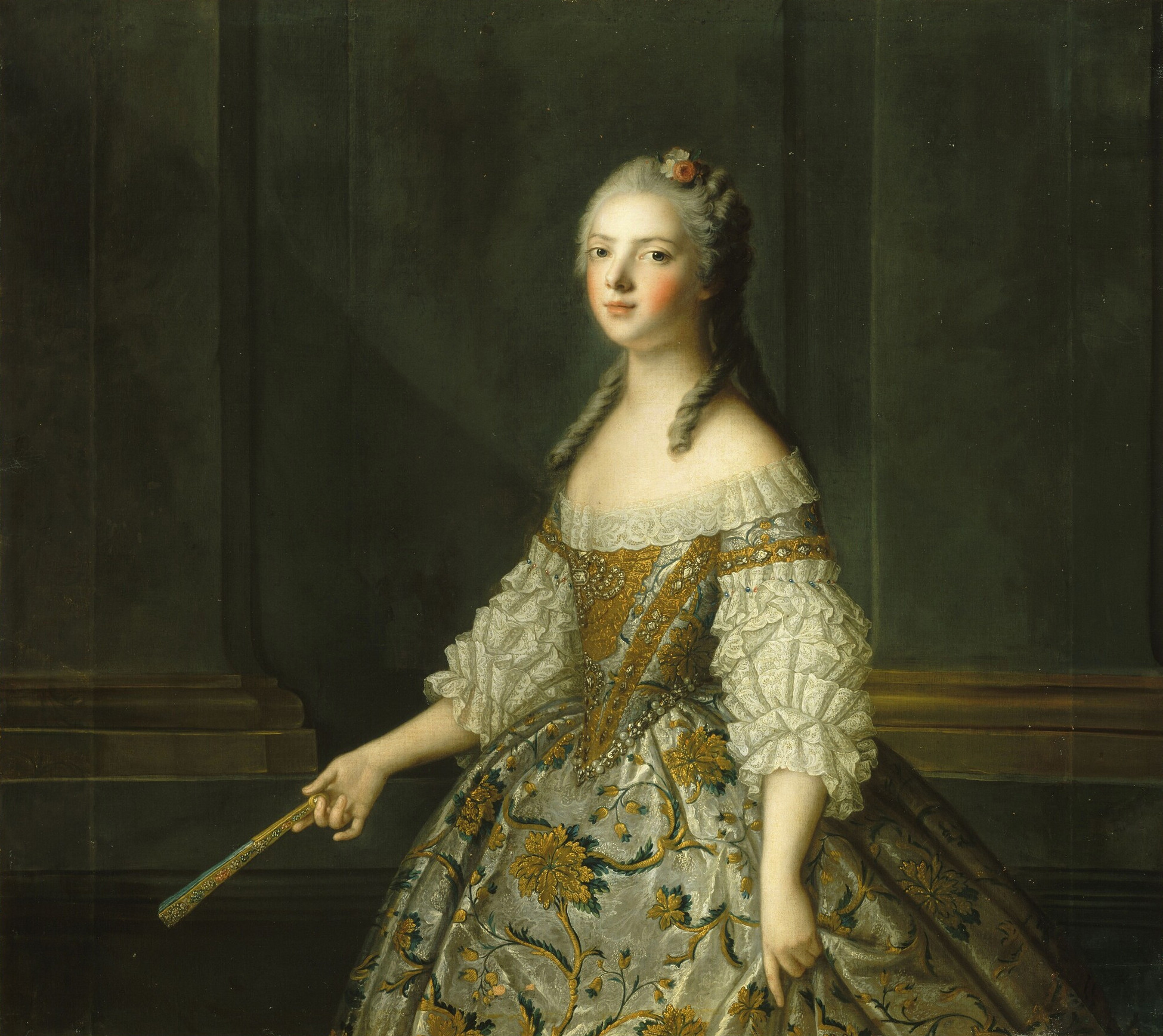
Madame Adélaïde de France, 1752.
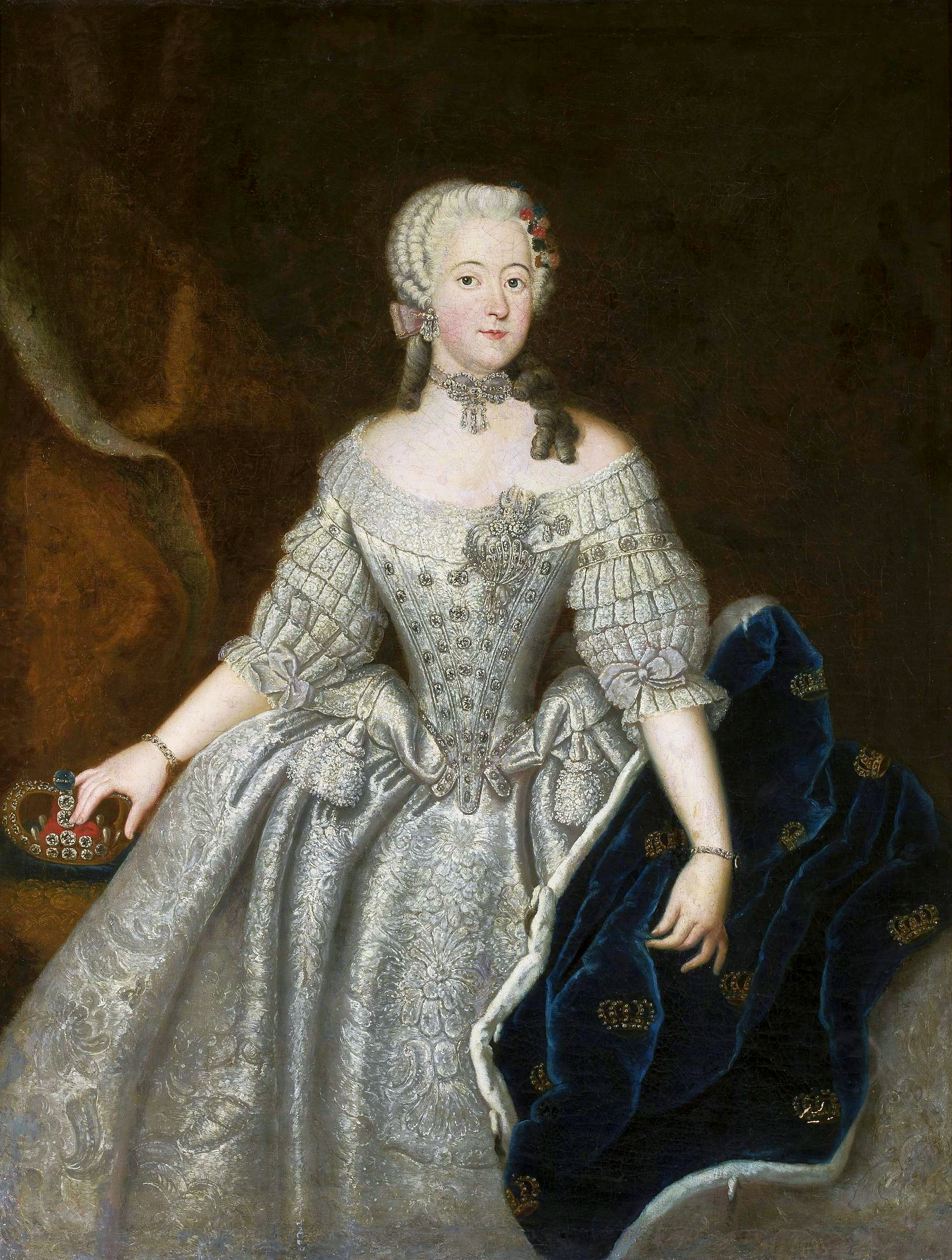
Louisa Ulrika av Preussen, 1744.
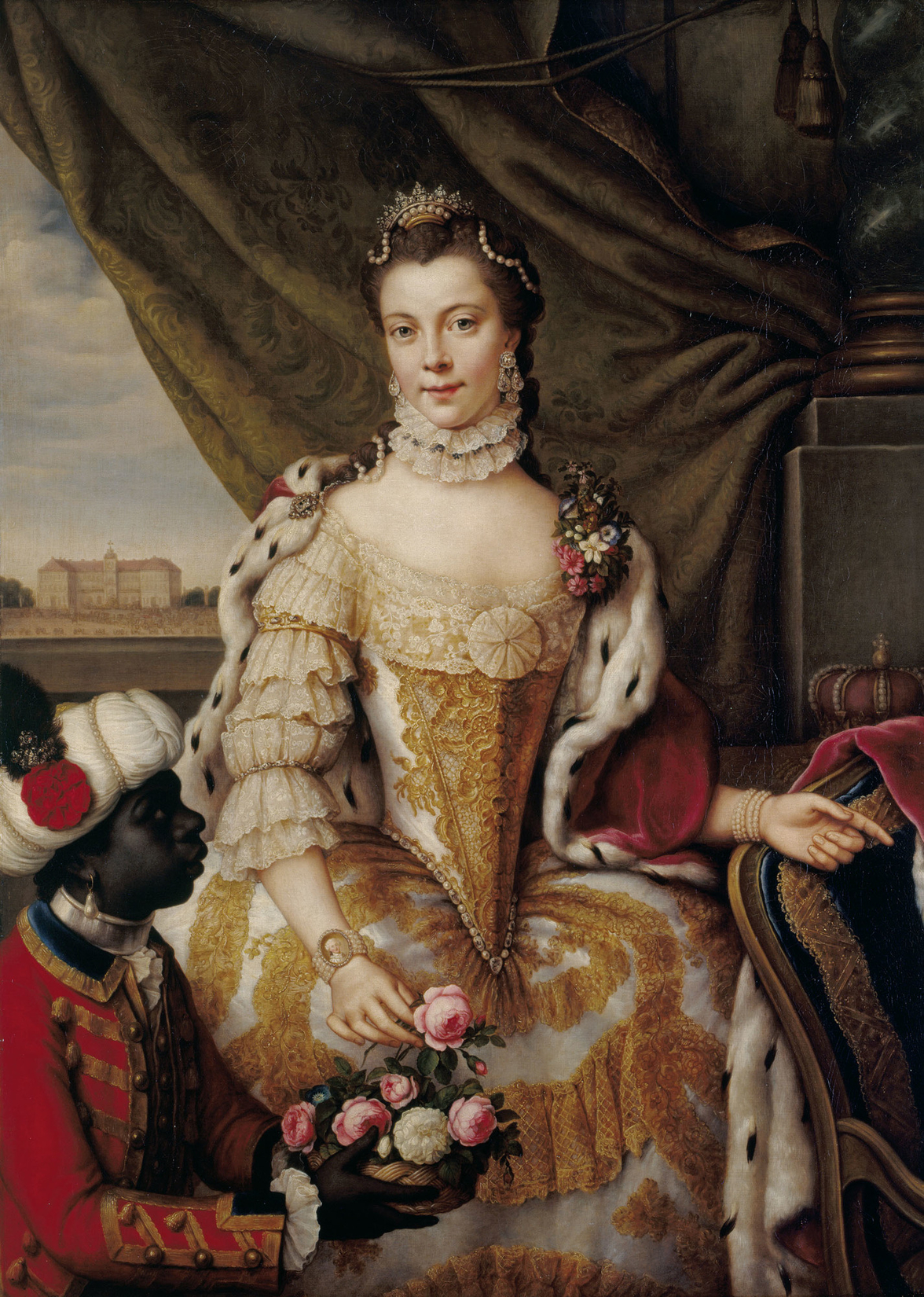
Charlotte av Mecklenburg-Strelitz, 1761.
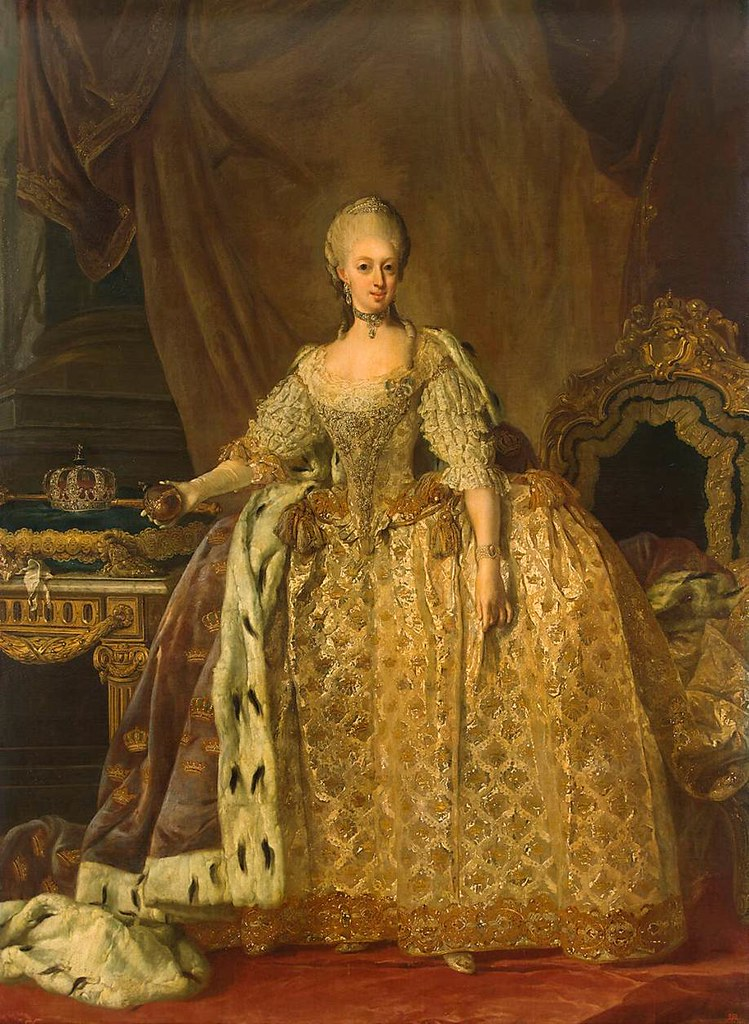
Sophia Magdalena, 1773
Robe de cour, kröningsklänning - Livrustkammaren.
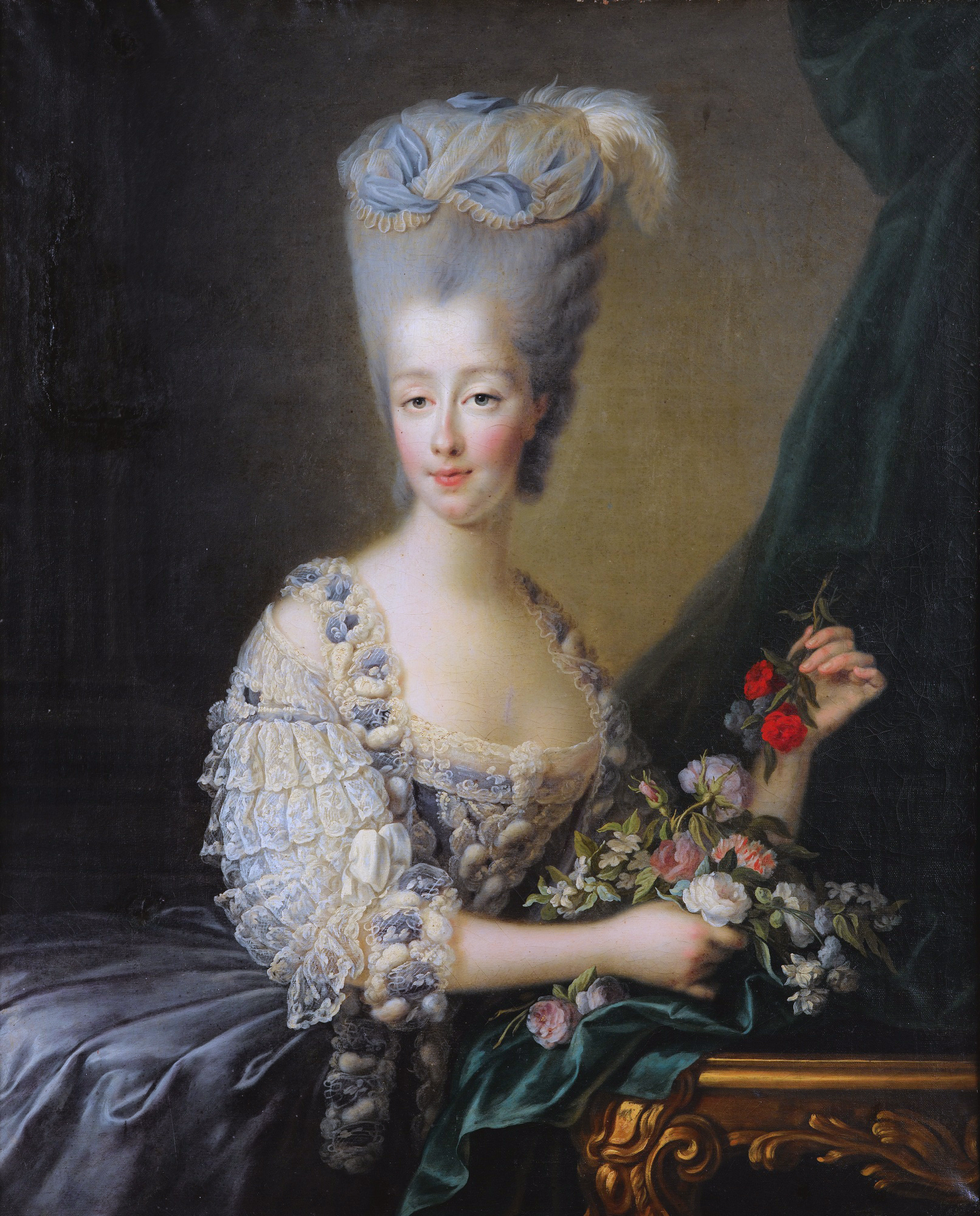
Maria Teresa av Savojen (1756–1805), 1775